# FreeWRL
FreeWRL — програмне забезпечення з допомогою якого можна візуалізувати 3D-об'єкти. Програма доступна для різних операційних систем, включаючи Linux та Mac OS X.